# 사네피오르 포트발
사네피오르 포트발(Sandefjord Fotball)은 1998년 9월 10일에 창단된 노르웨이 사네피오르의 축구 클럽이다.

## 성적
- 아데콜리겐
  - 준우승 2회 (2005, 2008)
  - 플레이오프 우승 2회 (2002, 2003)
- 페어 플레이 리겐
  - 우승 1회 (1999)
- 노르웨이 컵
  - 준우승 1회 (2006)

## 선수 명단

### 현역
- 베틀 발레 에겔리(2021 ~ )
- 야코브 마슬로 둔스비(2019, 2023 ~ )
- 시몬 아민(2023 ~ )
- 다닐로 알 사에드(2023 ~ )

### 역대
- 잉그바르 욘손(2016 ~ 2018)